# Giuseppe Maria Ercolani
Giuseppe Maria Ercolani (Pergola, 20 giugno 1673 – Roma, 22 aprile 1759) è stato un religioso italiano, appartenente alla nobile famiglia umbro-marchigiana degli Ercolani della Rocca..

## Biografia
Figlio del marchese Agostino Ercolani, Giuseppe Maria fu un personaggio a tutto tondo. Prelato e valente giurista, studiò teologia e diritto a Roma ed Urbino dove strinse una fortunata e duratura amicizia con il futuro pontefice Clemente XI.
Scrisse versi e come poeta fu accolto nell'Accademia dell'Arcadia di Roma con il nome di Neralco Castrimeniano. Fu principe dal 1735 fino alla morte dell'Accademia degli Infecondi, che aveva contribuito a rifondare nel 1734. I componimenti più noti sono le Rime e un Canzoniere sacro intitolato a Maria.
Si interessò anche di Architettura partecipando in prima persona alla costruzione dei Portici Ercolani e della Porta Lambertina a Senigallia. Scrisse numerosi trattati fra cui "I tre ordini di architettura", una "Descrizione del Colosseo romano, del Pantheon e del tempio Vaticano", ed anche un "Compendio di geografia".
Nell'edizione del 1834 delle Rime sacre viene ricordato con queste parole:
"Monsignor Giuseppe Maria Ercolani dei Marchesi di Fornuovo e Rocca Lanzona Patrizio Sinigagliese nacque nella città della Pergola nel 1672. Moltissimo si distinse colla sua dottrina, colla sua pietà, e colle sue virtù. Fu versatissimo nelle facoltà legali, Referendario dell'una e dell'altra Segnatura [Apostolica], Principe dell'Accademia degli Infecondi e Arcade di Roma nell'anno 1723."
In sua memoria nel Bosco Parrasio (la sede dell'Accademia dell'Arcadia) fu innalzata per volontà di Clemente XI una lapide con il suo ritratto. Alla sua morte venne "con nobile apparato" esposto e tumulato nella Chiesa di San Salvatore in Lauro in via Giulia a Roma.